# Яя (Витебская область)
Яя (бел. Яя) — деревня в Друевском сельсовете Браславского района Витебской области Беларуси. Находится по дороге между Браславом и Друей. До 8 апреля 2004 года входила в состав Друйского поселкового Совета. По данным переписи населения 2019 года, в селе проживает 26 человек. Через село в юго-восточном направлении протекает ручей, приток реки Друйка.